# Cap de filòsof
Cap de filòsof o Testa del filòsof és el nom que se li dona a les restes d'una escultura de bronze que prové probablement de la Magna Grècia i es pot datar de la segona meitat del segle V ae.
Va ser trobada el 1969 en un derelicte trobat davant la platja de Porticello, al costat de Cannitello, una localitat al nord de Villa San Giovanni, Reggio de Calàbria. Es conserva al Museu Nacional de la Magna Grècia de Reggio Calàbria.
L'escultura està parcialment danyada: li falta l'ull esquerre i part del cabell sobre el clatell, on hi ha traces que va haver-hi un cordó que li cenyia el cap. Al costat de l'estàtua es van trobar fragments del mateix material pertanyents a una mà i a un mantell, la qual cosa ha induït a pensar que l'obra representa un filòsof o literat de l'antiga Grècia.
L'estudi del derelicte situa les escultures recuperades a l'entorn dels anys 415-385 ae.